# Johann Breitwieser (Einbrecher)
Johann „Schani“ Breitwieser (* 1891 in Meidling, Wien; † 2. April 1919 in Wien) war ein berühmter Serieneinbrecher aus Wien-Meidling. Da er auf den Einbruch in Villen, Ringstraßenpalais und Büros von Konzernen spezialisiert war, wurde er vom Wiener Proletariat als Robin Hood glorifiziert.

Johann Breitwieser (Verhaftungsfoto 1918)

## Leben und Tod

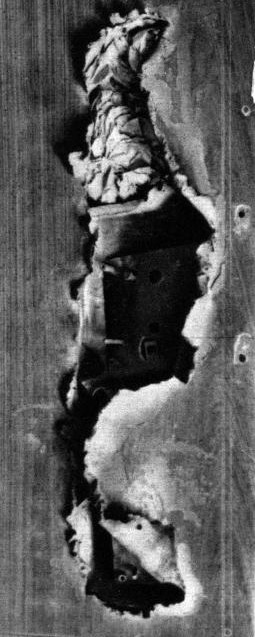
Von Johann Breitwieser geplünderte Kassa

Johann Breitwieser wurde 1891 als sechstes von zwölf Kindern in den Armenvierteln der Meidlinger Vorstadt geboren. Aufgrund der ärmlichen und trostlosen Wohnverhältnisse wurde „Schani“ zu einem Gassenjungen. Nachts ließ er sich mehrmals heimlich in den Zoo von Schönbrunn einsperren, um das Verhalten der Tiere zu studieren. Mit 15 Jahren wurde Breitwieser erstmals bei einem Einbruch gefasst, als er mehrere Paar Schuhe stehlen wollte, und zu einer Kerkerstrafe verurteilt. 1908 wurde er Mitglied der Gruppe „Bruderschaft der schwarzen Larve“, die professionell Einbrüche verübte und einen Teil des Diebesguts an arme Menschen verteilte. Breitwieser wurde zum geschickten Serieneinbrecher, der mithilfe von Sauerstoffflaschen und einem Schweißgerät in Villen und Ringstraßenpalais einbrach. In einem eigenen Labor entwickelte der „Einbrecherkönig von Meidling“, wie er schon bald genannt wurde, spezielle Techniken, um Tresore und Geldkassen aufzubrechen. Da er als äußerst großzügig galt und einen kleinen Anteil aus seinen Beutezügen in der Meidlinger Bevölkerung verteilte, wurde er als Robin Hood verehrt.
Im Ersten Weltkrieg wurde Breitwieser an die Ostfront eingezogen. Um sich dem Kriegstreiben zu entziehen, simulierte er einen psychischen Zusammenbruch und wurde 1917 in die psychiatrische Anstalt Am Steinhof eingeliefert, von wo ihm die Flucht gelang. Kurz danach gelang „Schani“ seine erste große Tat: Bei einem Einbruch ins Kriegsministerium erbeutete er 80.000 Kronen aus dem Tresor, den er hochprofessionell mit einem Schweißapparat aufbrach.
Sein größter Coup gelang ihm am 18. Jänner 1919. Bei einem Einbruch in die Hirtenberger Munitionsfabrik erbeutete Breitwieser mit seiner Bande eine halbe Million Kronen. Durch diesen Einbruch kam die Polizei auf seine Spur und umstellte am 1. April 1919 seine Villa in St. Andrä-Wördern, die er unter falschem Namen gemietet hatte. Als er versuchte mit dem Fahrrad zu fliehen, eröffnete die Polizei das Feuer während Breitwieser rief: „Net schießen – i tu eh nix mehr!“
Von den Kugeln getroffen starb Breitwieser am nächsten Tag.

## Begräbnis
Beim Begräbnis des „Einbrecherkönigs von Meidling“ am 6. April 1919 fanden sich zwischen 20.000 und 40.000 Menschen ein. Aufgrund seiner flammenden Trauerrede wurde der Pfarrer in den Innendienst strafversetzt.
Laut einer Anekdote begingen Wiens Einbrecher aus Pietät eine Woche lang keine Einbrüche.

## Literarische Verarbeitung
Sein Leben wurde in dem 2014 uraufgeführten Stück Johnny Breitwieser von Thomas Arzt verarbeitet.